# Lojze Slak
Lojze Slak, slovenski harmonikar in ljudski godec, * 23. julij 1932, Jordankal pri Mirni Peči, Slovenija, † 29. september 2011, Ljubljana, Slovenija.
Slak je ustvaril novo glasbeno smer z ljudskim instrumentom – diatonično harmoniko.

## Življenje

### Otroštvo v Mirni Peči
Lojze (Alojzij) Slak se je rodil v dolenjski vasi Jordankal v občini Mirna Peč, kot četrti izmed desetih otrok in drugi sin očetu Matiji (* 7. februar 1902, Jordankal 3 (Mirna Peč) – 30. april 1991, Jordankal) in mami Ani (1. oktober 1902, Mali Kal 1 (Mirna Peč) – 7. september 1976, Jordankal), rojeni Barbo. Starša sta se poročila 13. februarja 1928 na Trški Gori. Lojze se je rodil v času, ko je bilo na kmetiji veliko dela in tako je mama Ana že kmalu po porodu zaradi premalo počitka zbolela. Malega Lojzeta so zaradi tega peljali k Aninim staršem v nekaj kilometrov oddaljen Mali Kal, prav tako v občini Mirna Peč, kar je bila v takratnem času ustaljena praksa. Kljub kasnejšemu poskusu, ko je bil star tri leta, da bi se vrnil na Jordankal se je Lojze tako navadil na življenje na Malem Kalu, predvsem na teto Marijo, ki mu je postala kot druga mama, da od tam ni želel več oditi. Prav to pa je vplivalo na njegovo kasnejšo kariero in uspeh. Stric Ludvik Barbo je imel namreč harmoniko, s katero je igral na vaških slavjih in porokah. Lojze je bil navdušen nad stričevo diatonično harmoniko; kljub strogi prepovedi je pri osmih na skrivaj sam poskusil z igranjem. Igranja na harmoniko se je naučil sam, večinoma na skrivaj, ko je bila ostal družina na delu zunaj hiše. Kasneje so ga izdali sosedje, ki so stricu Ludviku zaupali, da se iz hiše, ko odrasli odidejo, sliši igranje harmonike. Ludvik ga je pri igranju podpiral, toda povedal mu je tudi, da je bolje, da se uči kar sam. Kljub temu, da je Lojze ostal na Malem Kalu pri starih starših, stiki z družino na Jordankalu niso bili pretrgani, redno so se namreč drug med drugim obiskovali z zapravljivčkom.
Med drugo svetovno vojno je Lojze obiskoval osnovno šolo v Karteljevem.
Ko je Lojze dopolnil petnajst let življenja, je s harmoniko že igral na porokah. Bilo jih je zelo veliko in kasneje je večkrat povedal, da so bile prav poroke njegova najboljša glasbena šola. Na porokah je igral predvsem sam ali pa s triom Lojzeta Slaka (priložnostno).

### Ansambel Lojzeta Slaka
Zanj je bilo najpomembnejše leto 1957, saj je prvič nastopil na javni radijski oddaji »Pokaži, kaj znaš!« kot samostojni godec. S svojim igranjem je prepričal tako strokovno javnost kot preproste laike. Leta 1959 je nastal Ansambel bratov Slak, v kvartetu je brat Tone igral trobento, Matija klarinet, Stane bas, Lojze pa harmoniko. V takšni zasedbi so bratje igrali dobra tri leta. Matija in Tone sta morala nato k vojakom in ansambla je bilo konec. Lojze pa ni miroval in je bil kljub temu v tistem času zelo uspešen.
Leta 1964 pa se je Lojze Slak spoznal s pevsko skupino Fantje s Praprotna. To so fantje iz Selške doline, ki so kmalu po srečanju s Slakom postali člani njegovega ansambla. Tako je nastal znameniti Ansambel Lojzeta Slaka.

### Delo in družina
Po razpadu Ansambla bratov Slak se je Lojze preselil v Ljubljano in si tam poiskal delo. Bil je tapetnik v tovarni pohištva Hoja. S pridnim, vztrajnim in prizadevnim delom je postal komercialist v podjetju; kot tak se je upokojil.
Leta 1960 se je Lojzetu in soprogi Ivanki rodil prvi sin Slavko, čez šestnajst let pa še drugi sin Robert. V sedemdesetih letih 20. stoletja se je Slakova družina preselila iz ljubljanskih Dravelj v novo hišo v Šentvidu pri Ljubljani. Kot dolenjc je na Trški gori vzgojil svoj vinograd, kjer je prideloval sortni cviček, za katerega je na novomeškem festivalu cvička dobil veliko nagrad.

### Zabava in prosti čas
V ansamblu je igral diatonično harmoniko in bil vodja ansambla. Tudi večina skladb Ansambla Lojzeta Slaka je prišlo izpod njegovega peresa. Občasno je bil celo voznik ansambla. Znan je bil kot navdušen planinec. Njegovo največje veselje je bilo pridelovanje cvička na Trški gori. 
Lojze Slak je umrl 29. septembra 2011 za posledicami kostnega raka. Za seboj je pustil izjemno narodno-zabavno glasbeno zapuščino. Nekaj skladb ansambla je ponarodelo že za časa njegovega življenja.
20. aprila 2013 so Lojzetu v spomin njegovi bližnji pripravili veliki koncert z naslovom "Tvoje pesmi živijo naprej."

## Muzej Lojzeta Slaka in Toneta Pavčka
20. oktobra 2018 se je v Mirni Peči odprl Muzej Lojzeta Slaka in Toneta Pavčka, kjer je v sklopu prve faze na ogled stalna razstava o Slakovem življenju in glasbeni poti, s celotno njegovo glasbeno zbirko, predmeti in originalnimi harmonikami. Do maja 2019 je muzej obiskalo že več kot 7.000 ljubiteljev Slakove glasbe.

## Uspešnice
| Pesem                | Leto | Album                     | Založba |
| -------------------- | ---- | ------------------------- | ------- |
| Čez Gorjance         | 1965 | Kadar pa mim' hiš'ce grem | Jugoton |
| V dolini tihi        | 1966 | Sinko, ne sprašuj         | Jugoton |
| Po dekle             | 1967 | Ansambel Lojzeta Slaka    | Jugoton |
| Mama, prihajam domov | 1985 | Mama, prihajam domov      | Helidon |

## Diskografija
- Deželica sonca in grozdja
- Domači vasici
- Glas harmonike
- Glas njegov v spomin
- Iz bogate glasbene skrinje
- Kadar pa mim' hiš'ce grem
- Mama prihajam domov
- Mavrica
- Moj avto
- Na vinskem sejmu
- Na vseh straneh sveta
- Od sanjave Mure
- Pod Gorjanci je otoček
- Pod lipo
- Pod to goro zeleno
- Popotnik
- Postojnska jama
- Raj pod Triglavom
- Rano jutro
- Sezidal sem si vinski hram
- Sinko ne sprašuj
- Titanik
- To smo mi prijatelji
- Triglav
- Okrogla polka
- Visoko nad oblaki
- Zadnjo noč v letu
- Padalec
- Čebelar